# Maurice Gaudefroy-Demombynes
Maurice Gaudefroy-Demombynes (* 15. Dezember 1862 in Renancourt-lès-Amiens; † 12. August 1957 in Hautot-sur-Seine)  war ein französischer Arabist, Islamwissenschaftler und Religionshistoriker. Als seine bekanntesten Werke gelten seine religionsgeschichtlichen Untersuchungen über die Pilgerreise nach Mekka sowie über die muslimischen Institutionen. Er lehrte an der École nationale des langues orientales vivantes, der Universität Paris (Sorbonne) und der École pratique des hautes études.

## Leben und Wirken
An der École nationale des langues orientales vivantes (Langues O’) studierte Gaudefroy-Demombynes Arabisch und legte 1894 das Diplom ab. Anschließend setzte er seine Arabisch- und Berberisch-Ausbildung an der École supérieure des Lettres in Algier fort, bevor er 1895 Direktor der Medrese in Tlemcen (in der damaligen französischen Kolonie Algerien) wurde. Er kehrte 1895 ins französische Mutterland zurück und wurde Sekretär und Bibliothekar an der École nationale des langues orientales vivantes. Dort hatte er ab 1903 außerdem einen Lehrauftrag für sudanesisches Arabisch. Zudem lehrte er von 1905 bis 1911 Arabisch und islamische Institutionen an der École coloniale.
Von 1911 bis 1933 war er Professor für arabische Schriftsprache und stellvertretender Leiter der École nationale des langues orientales vivantes. Mit Schriften über die Religionsgeschichte der Pilgerfahrt nach Mekka sowie Syrien unter den Mamelucken nach al-Qalqaschandī erwarb er 1923 das doctorat ès lettres. Neben seiner Professur an der Langues O’ hatte er von 1924 bis 1929 einen Lehrauftrag für arabische Sprache und Literatur an der Sorbonne, anschließend leitete er dort bis 1937 das Institut für Islamwissenschaft. Zudem war er 1927 bis 1933 directeur d’études in der religionswissenschaftlichen (V.) Sektion der École pratique des hautes études (EPHE), wo er den Lehrstuhl für Islamistik und Religionen Arabiens innehatte.
Seit 1935 war er Mitglied der Académie des Inscriptions et Belles-Lettres. Er übersetzte auch die Reisebeschreibung des arabischen Schriftstellers und Forschungsreisenden Ibn Dschubair (1145–1217) ins Französische in einer kommentierten Ausgabe, die von 1949 bis 1956 in drei Bänden erschien.

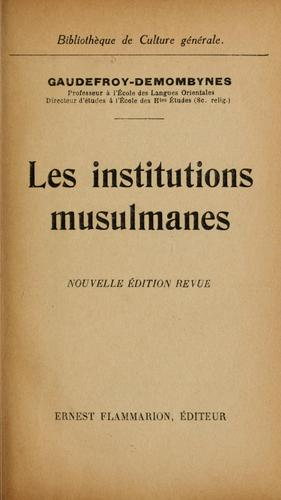
Les institutions musulmanes

## Werke
- (Übers.) Ibn Khaldoun: Histoire des Benou'l Ahmer: rois de Grenade. Paris 1898 Digitalisat
- Les cérémonies du mariage en Algérie. Paris 1900 Digitalisat
- Documents sur les langues de l’Oubangui-Chari. Paris, 1907
- Les cent et une nuits. Traduites de l’Arabe. Paris: E. Guilmoto (1911)
- Les institutions musulmanes. Paris 1921 (Bibliothèque de Culture générale) Digitalisat
  - (tr. John P. MacGregor): Muslim Institutions (London, Allen & Unwin, 1950) (autorisierte, korrigierte und erweiterte Fassung) Digitalisat
- Le pèlerinage à la Mekke. Étude d’histoire religieuse. Paris 1923 (Annales du Musée Guimet: Bibliothèque d’études; 33) Digitalisat
- La Syrie à l’époque des Mamelouks d’après les auteurs arabes: description géographique, économique et administrative précédée d’une introduction sur l’organisation gouvernementale. Paris, Geuthner 1923
- (Übers.) Masālik el abṣār fi mamālik el amṣār / Ibn Faḍl Allah al-ʿOmarī. Trad. et ann. Paris 1927.
- Mahomet. L’homme et son message. Paris 1957 (Nachdruck Paris 1969)
- (mit S. F. Platonov) Le monde musulman et byzantin jusqu’aux croisades. Paris, E. de Boccard, 1931 (Histoire du monde 7,1) Digitalisat
- (mit Louis Mercier) Manuel d’arabe marocain. Grammaire et dialogues. Nouvelle edition revue et augmentee par Louis Mercier. Paris, Société d’éditions géographiques, maritimes et coloniales, 1925
- Ibn Jobair: Voyages. Traduits et annotés. Paris, Paul Geuthner 1949–1965 (Documents relatifs à l’histoire des croisades, 4–7, publies par L’Académie des inscriptions et belles-lettres).
- Abû Muhammad ’Abdallâh ibn Muslim ibn Qutaiba: Muqaddimatu kitâbi sch-schi’ri w asch-schu’arâ‘. Introduction au livre de la poésie et des poètes. Texte arabe d’après l’édition de Goeje. Avec introduction, traduction et commentaire par Maurice Gaudefroy-Demombynes. Paris: Société d’édition les belles lettres 1947. (Collection arabe.)
- Grammaire de l’Arabe classique: (morphologie et syntaxe) / Régis Blachère. - 3. éd., revue et remaniée (nouveau tirage). - Paris: Maisonneuve & Larose, 1952